# اچ‌ام‌اس اشورنس (۱۶۴۶)
اچ‌ام‌اس اشورنس (۱۶۴۶) (به انگلیسی: HMS Assurance (1646)) یک کشتی بود که طول آن ۸۹ فوت (۲۷ متر) بود.